# Ваншенкін Костянтин Якович
Костянтин Якович Ваншенкін (нар. 17 грудня 1925, Москва, СРСР — пом. 15 грудня 2012, Москва, РФ) — радянський і російський поет, автор слів до пісні рос. «Я люблю тебя, жизнь» («Я люблю тебе, життя»).
У 1942 році пішов на фронт. Після німецько-радянської війни вступив у Геологорозвідувальний інститут, але потім перевівся в Літературний інститут імені Горького, який закінчив у 1953.
Автор віршів до популярних пісень «Я люблю тебе, життя», «Альоша», «Вальс розставання», «Женька», «Як проводжають пароплави» та інших. Більшість пісень на вірши поета написали композитори Едуард Колмановський та Ян Френкель.
Випустив понад 30 книг, у тому числі кілька збірок автобіографічної прози.
У 2001 році за збірку віршів «Хвилясте скло» був удостоєний Державної премії Російської Федерації і нагороджений Орденом За заслуги перед вітчизною IV ступеня.